# 国立病院機構仙台医療センター

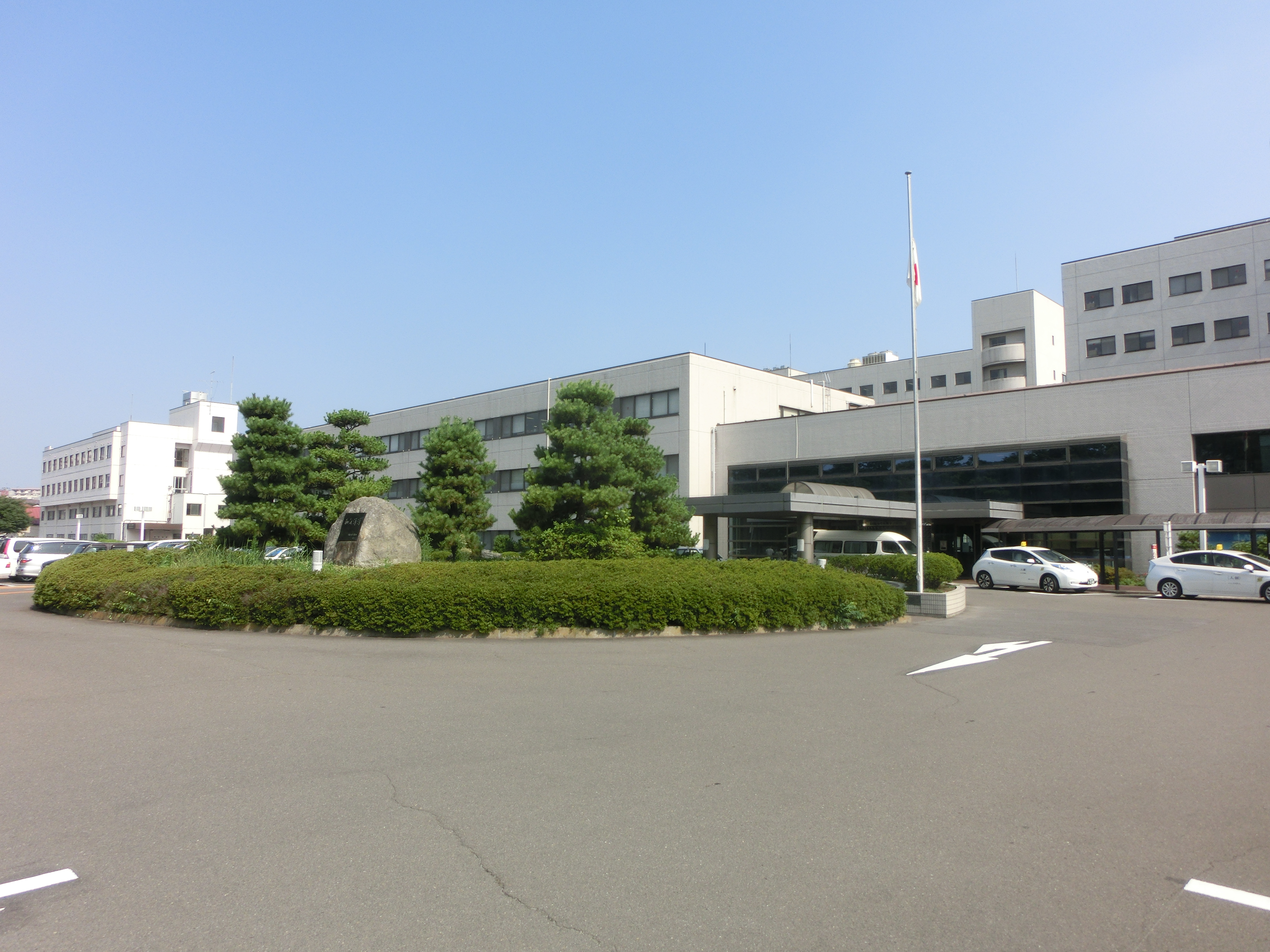
2019年4月まで使用された旧病院（2013年8月撮影）

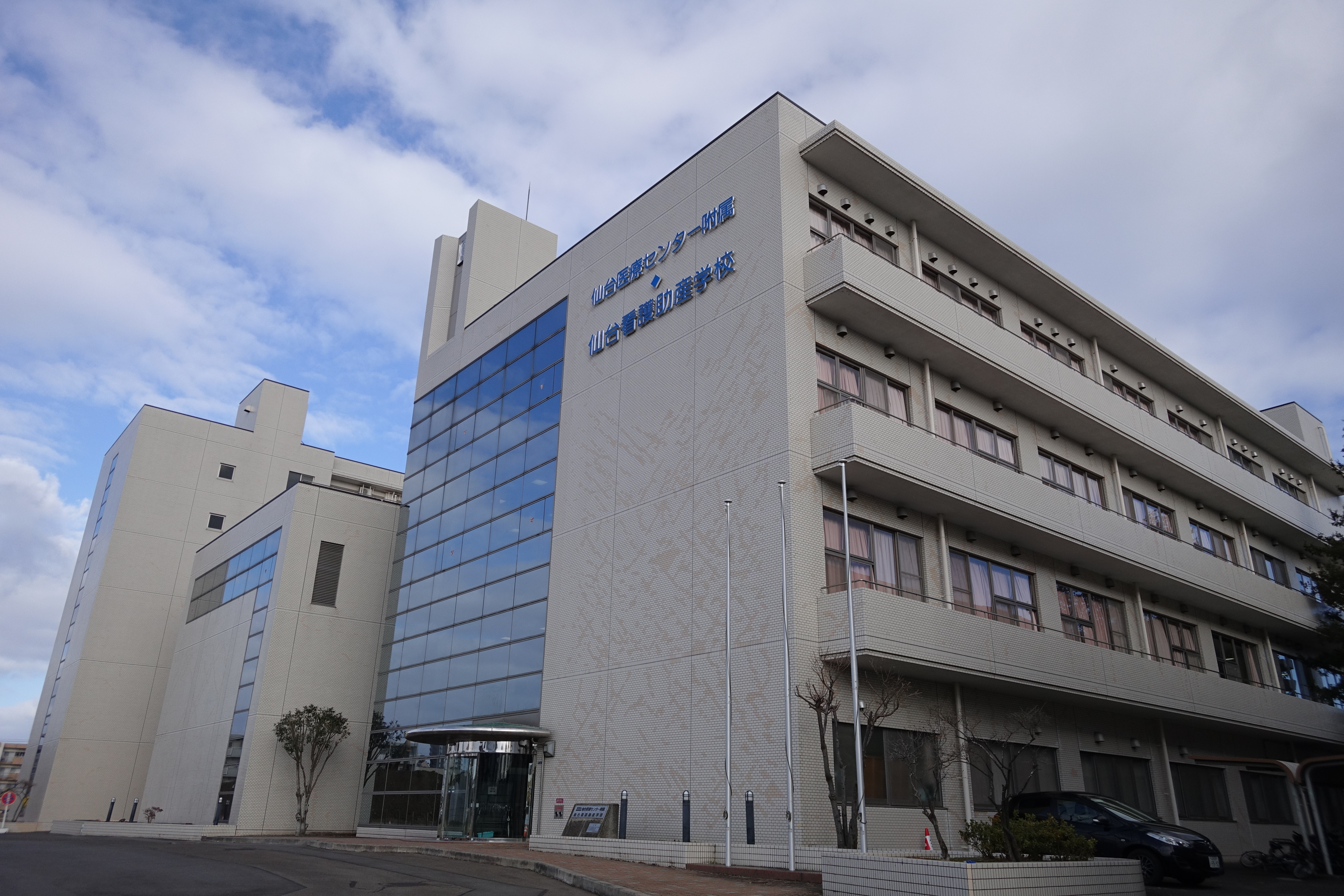
仙台医療センター附属仙台看護助産学校

独立行政法人国立病院機構仙台医療センター（どくりつぎょうせいほうじんこくりつびょういんきこうせんだいいりょうセンター）は、宮城県仙台市宮城野区に所在する独立行政法人国立病院機構の病院である。教育機関として仙台医療センター附属仙台看護助産学校を有する。北海道東北グループ事務所の所在地でもある。

## 沿革

### 前史
当院の前身は仙台陸軍病院臨時宮城野原分院である。まず仙台陸軍病院の沿革について述べる。
1871年（明治4年）に仙台城跡に東北鎮台が設置されると併せて鎮台病院が設置された。1872年（明治5年）に鎮台病院は片平丁に移転した。
片平丁に移転した病院は、1876年（明治9年）に仙台鎮台病院、1881年（明治14年）に仙台陸軍病院と名を改めた。
さらに1888年（明治21年）には宮城県庁構内（勾当台）に移転して仙台衛戍病院に名を改めた。
- 1871年（明治4年）、鎮台病院が設置される[4][5]。所在地は、東北鎮台（1873年（明治6年）1月9日より仙台鎮台に改称）に隣接する仙台城二の丸北西の亀岡御殿辺り[4]。

- 1877年（明治10年）12月、外記丁（勾当台地区）の定禅寺跡地に移転[6][注釈 1]。
- 1888年（明治21年）、宮城県庁構内に移転して仙台衛戍病院に改称[3]。

なお、陸軍衛生記事にある記述から、仙台衛戍病院は1874年（明治7年）に制定されていた「鎮台陸軍病院一般ノ解」（標準設計）にかなり近い設計だったとみられている。

## 仙台医療センター
先述のように当院の前身は仙台陸軍病院臨時宮城野原分院である。この地は宮城野原練兵場の北部にあたり、1933年（昭和8年）に仙台飛行場（現霞目駐屯地）が開港するまでは、飛行機の離着陸にも使われていた。
1937年（昭和12年）の日中戦争開戦に伴い、多数の傷痍軍人を収容するため戦争終了まで数年間の想定で当院は建てられた。そのため、勾当台の仙台陸軍病院の本院に対し、宮城野にある当院は、『仙台陸軍病院臨時宮城野原分院』と称した。しかし、日中戦争の長期化に太平洋戦争開戦も重なって、当院は約千人の患者を収容するまでに増築が進んだ。
1945年（昭和20年）4月には本院に昇格して『仙台第一陸軍病院』と改称。同年7月10日には、仙台空襲で市街地は焼き尽くされ、元の本院がある勾当台地区も瓦礫の山となった。
戦後、1945年12月に厚生省（当時）に移管され「国立仙台病院」と改称。
1947年（昭和27年）8月6日、宮城県に昭和天皇の戦後巡幸があった際には訪問先の一つとなった。
2004年（平成16年）、独立行政法人通則法の施行により、厚生労働省の施設等機関から独立行政法人国立病院機構へ移行し、現在の名称となった。
- 1937年（昭和12年）、仙台陸軍病院臨時宮城野原分院として創設[注釈 2]。
- 1945年（昭和20年）
  - 4月、本院に昇格し、仙台第一陸軍病院に改称。
  - 7月10日、仙台空襲。
  - 8月15日、終戦。
  - 12月、厚生省に移管され、国立仙台病院に改称。
- 2004年（平成16年）4月、厚生労働省所轄から独立行政法人国立病院機構へ移行し、独立行政法人国立病院機構仙台医療センター（現称）に変更。
- 2016年（平成28年）10月28日、 東北大学病院と交代で駐機し、ドクターヘリの運航を開始[9]。
- 2019年（令和元年）5月1日、隣接する宮城野原公園総合運動場内にある宮城自転車競技場及び多目的広場跡地へ移転。

## 診療科
- 総合診療科
- 内分泌代謝内科
- 血液内科
- 腫瘍内科
- 神経内科
- 呼吸器内科
- 消化器内科
- 循環器内科
- 精神科
- 小児科
- 外科
- 整形外科
- 脳神経外科
- 呼吸器外科
- 乳腺外科
- 心臓血管外科
- 形成外科
- 小児外科
- 泌尿器科
- 皮膚科
- 産婦人科
- 眼科
- 耳鼻咽喉科
- 放射線科
- 歯科口腔外科
- 麻酔科
- 救急科
- 緩和ケア内科

## 指定等
- 地域医療支援病院
- がん診療連携拠点病院
- エイズ治療拠点病院
- 災害医療（東北ブロック防災拠点病院、宮城県基幹災害医療センター）
- 救急医療（救命救急センター）
- 地域周産期母子医療センター
- 臨床研修指定病院

## アクセス
- 鉄道：JR仙石線・宮城野原駅出口2より徒歩約3分
- バス：仙台駅前（青葉通）50番ポールから

| 運行事業者   | 路線・系統                          | 下車停留所・徒歩所要時間    |
| ------------ | ----------------------------------- | --------------------------- |
| 仙台市営バス | X230・X233・J230/230・J233/233      | 「仙台医療センター前」、3分 |
| 仙台市営バス | - 205・J205 - 220・A220・X220・S220 | 「原町二丁目」、10分        |
| 宮城交通     | 「仙台港フェリーターミナル」行      | 「原町二丁目」、10分        |

- 駐車場
  - 駐車可能台数：680台
  - 患者・付き添い者は無料
  - 患者・付き添い者以外は30分未満無料。30分以降は有料となるが、急激に高額になるので注意[10]。

## 周辺

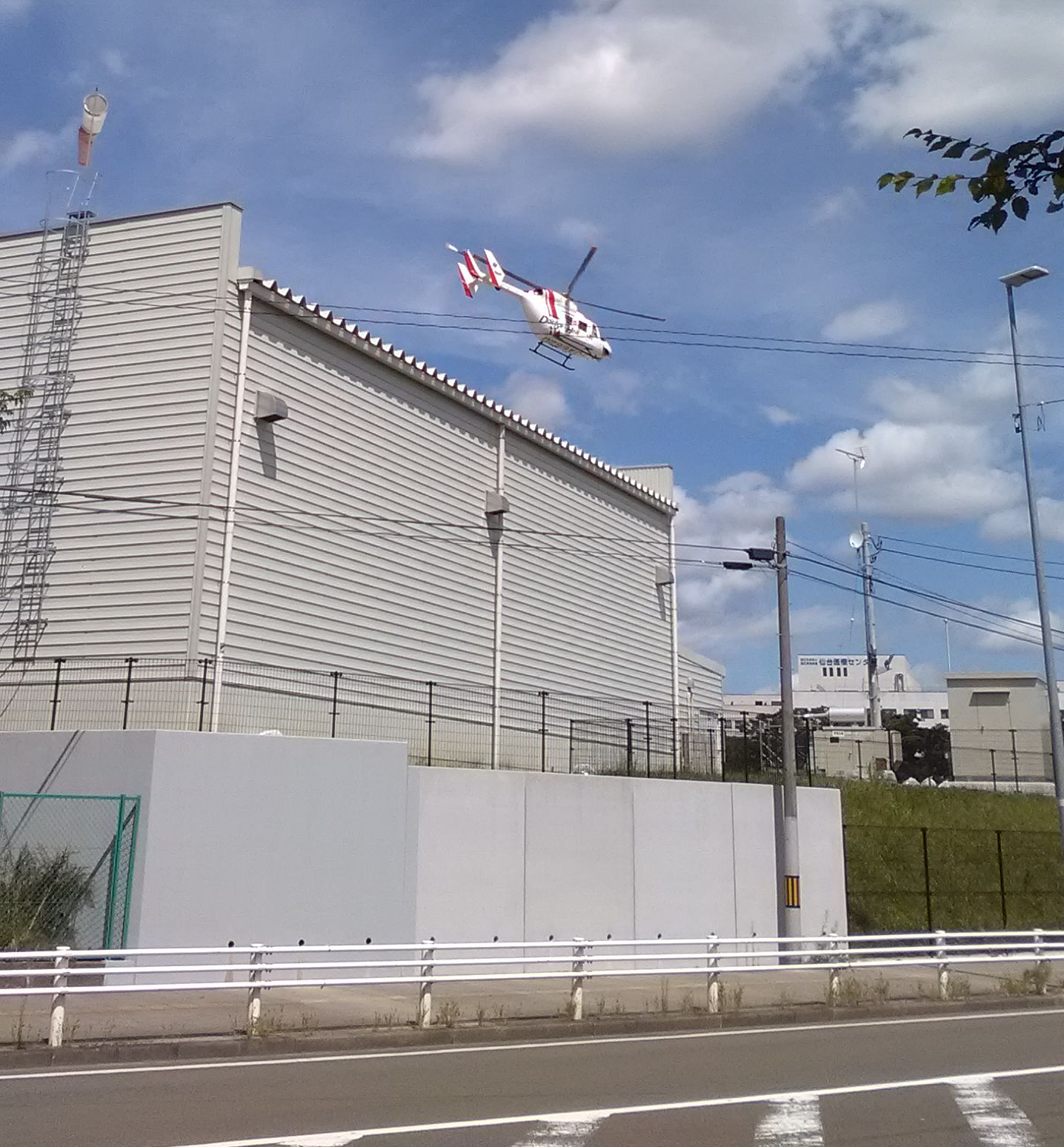
宮城野原公園総合運動場のランデブーポイントから離陸するドクターヘリ。手前の建物が格納庫

当センターの敷地はもとは宮城自転車競技場や多目的広場があった県有地で、旧病院に隣接しており2019年5月に新築移転した。2014年に宮城県と仙台医療センターは隣接地（双方の土地ともに面積は約5万4000平方メートルで評価額は約63億円）の土地交換の「覚書」を締結し、2016年4月から2022年2月まで県の条例で県有地を無償で貸し付ける形で新病院は建設された。旧病院は2022年3月までに建物の解体工事を終え、更地にすることを条件とする土地の交換契約が成立し、跡地には宮城県民会館とみやぎNPOプラザの複合施設が2028年度中にオープンする予定である。
- JR仙石線・宮城野原駅
- 仙台育英学園高等学校宮城野キャンパス
- 宮城野原公園総合運動場
  - ドクターヘリの駐機場、格納庫、給油施設 - センターから搬送する際は救急車で公道を移動する
  - 楽天生命パーク宮城（東北楽天ゴールデンイーグルスの本拠地球場）
  - 仙台市陸上競技場（旧宮城陸上競技場） ほか
- 仙台国立病院前郵便局
- 東北本線支線（宮城野貨物線）・仙台貨物ターミナル駅
- 榴岡公園